# Першино (Заводоуковский городской округ)
Першино — село в Заводоуковском районе Тюменской области.

## География
Расположено на реке Бегила в 18 км к юго-востоку от Заводоуковска и в 110 км от Тюмени.

## История
Считается, что в первой половине XVII века какой-то Першин поставил домишко на краю яра, отсюда и пошло название нового поселения. В переводе с украинского «перший» — первый.
В 1749 году здесь стояло 6 дворов, где проживало 20 человек (учтены только мужчины от 15 до 50 лет).
Значительное место в деятельности першинских крестьян занимала переработка животного сырья, включавшая в себя обработку шкур домашних животных. Шкуры использовались для изготовления обуви, шуб, тулупов.

## Население
| 2010 |
| ---- |
| 550  |

| Годы                          | 1866 | 1894 | 1902 | 1909 | 1926 |
| ----------------------------- | ---- | ---- | ---- | ---- | ---- |
| Число дворов, или хозяйств    | 28   | 58   | 50   | 46   | 58   |
| Население мужского пола, чел. | 130  | 97   | 102  | 111  | 140  |
| Население женского пола, чел. | 135  | 111  | 117  | 116  | 152  |